# Joseph Benavidez
Joseph Rolando Benavidez (San Antonio, 31 luglio 1984) è un lottatore di arti marziali miste statunitense di origini messicane.
Combatte nella categoria dei pesi mosca per l'organizzazione UFC, nella quale è stato un contendente al titolo nel 2012 e nel 2013 venendo sconfitto in entrambe le occasioni da Demetrious Johnson; in precedenza ha combattuto come peso gallo, lottando anche per il titolo WEC.

## Carriera nelle arti marziali miste

### Inizi
Agli albori Benavidez ha combattuto in molti tornei ed organizzazioni minori e non si hanno a disposizione dati corretti per definire il suo record di carriera.
Ufficialmente il primo incontro è datato 3 giugno 2006 ed è una vittoria per sottomissione.
Seguono altre sei vittorie tutte per KO o sottomissione.
Nel 2007 Benavidez fa la conoscenza di Urijah Faber e decide di entrare nella sua squadra Team Alpha Male.
Nel 2008 combatte il suo primo incontro di prestigio per la nipponica Dream ad Osaka, dove sottomette Junya Kudo in una gara di pesi piuma.

### World Extreme Cagefighting
Benavidez si presenta in WEC con un record personale di 8-0.
L'esordio avviene il 3 dicembre 2008 ed è una vittoria ai punti su Danny Martinez.
Segue un'ulteriore vittoria fino alla sconfitta ai punti contro l'astro Dominick Cruz: termina quindi la striscia d'imbattibilità durata per 10 incontri consecutivi.
Benavidez non demorde e ritrova subito la sua strada, sconfiggendo in serie il brasiliano Rani Yahya e l'ex campione dei pesi gallo WEC Miguel Torres: a quel punto ottiene la possibilità di sfidare nuovamente Dominick Cruz, questa volta per il titolo dei pesi gallo WEC.
Benavidez viene sconfitto da Cruz per pochissimi punti al termine di 5 round di intensa lotta.

### Ultimate Fighting Championship
Sul finire del 2010 l'UFC rileva totalmente l'organizzazione WEC smantellandola e inglobando il roster di lottatori direttamente in quello UFC.
L'esordio di Benavidez in UFC avviene nel 2011 ed è una vittoria su Ian Loveland, seguita da un'altra vittoria ai punti su Eddie Wineland.
Nel 2012 l'UFC decide di istituire la cintura di campione dei pesi mosca, categoria di peso nella quale Benavidez decide di passare prendendo parte al torneo dell'evento UFC on FX: Alves vs. Kampmann che determinerà il campione dei pesi mosca UFC: in semifinale ha la meglio per KO sul giapponese Yasuhiro Urushitani.
La finale contro Demetrious Johnson si giocò il 22 settembre 2012 in Canada con l'evento UFC 152: Benavidez non fece abbastanza per convincere i giudici ad assegnargli la vittoria, vittoria che andò all'avversario con un punteggio finale di 48-47, 47-48 e 49-46.
Nel febbraio 2013 affronta il top 5 di categoria Ian McCall, semifinalista del torneo dei pesi mosca sconfitto anch'esso da Demetrious Johnson: Benavidez s'impose con merito in due round su tre, ottenendo una preziosa vittoria.
Lo stesso anno sconfigge per KO tecnico l'esperto di grappling Darren Uyenoyama, al tempo il contendente #8 di categoria per i ranking ufficiali UFC.
In settembre mette KO nel primo round il numero 5 dei ranking Jussier Formiga in Brasile, paese di origine dell'avversario.
In dicembre ha la seconda occasione per ottenere la cintura di campione dei mesi mosca UFC affrontando nuovamente il campione in carica Demetrious Johnson, e questa volta il risultato è ancor peggiore e Benavidez finisce KO durante i primi minuti dell'incontro.
Torna alla vittoria nell'aprile del 2014 sottomettendo durante il primo round il numero 8 dei ranking Tim Elliott ed ottenendo il premio Performance of the Night.
In novembre batte anche il numero 13 Dustin Ortiz con una meritata decisione unanime dei giudici di gara.
A maggio ottiene un'altra vittoria per decisione unanime sconfiggendo John Moraga all'evento UFC 187. A settembre avrebbe dovuto affrontare Henry Cejudo all'evento UFC 191. Tuttavia, l'intero incontro saltò e Benavidez venne spostato nel match contro Ali Bagautinov ad UFC 192. Benavidez vinse l'incontro per decisione unanime.
Nel febbraio del 2016 affrontò Zach Makovsky all'evento UFC Fight Night 82. Dopo un incontro equilibrato, Benavidez ottenne la vittoria per decisione unanime.
A maggio del 2016 venne scelto come coach per la ventiquattresima stagione del reality The Ultimate Fighter contrapposto al team guidato da Henry Cejudo. I due si affrontarono il 3 dicembre all'evento finale del reality: alla prima ripresa Cejudo venne penalizzato con la detrazione di un punto per aver colpito per due volte l'inguine di Benavidez. Nelle due riprese successive entrambi gli atleti andarono a segno con svariate combinazioni di colpi e alla fine fu Benavidez a spuntarla per decisione non unanime.
Dopo un lungo periodo di assenza dovuto ad un infortunio al ginocchio, Benavidez torna a combattere il 9 giugno 2018 perdendo per decisione non unanime contro Sergio Pettis; successivamente mette insieme tre vittorie consecutive contro Alex Perez, Dustin Ortiz e Jussier Formiga, a cui strappa il titolo di primo contendente al titolo.

## Risultati nelle arti marziali miste
| Risultato | Record | Avversario          | Metodo                                   | Evento                                                   | Data              | Round | Tempo | Città                         | Note                                                                                            |
| --------- | ------ | ------------------- | ---------------------------------------- | -------------------------------------------------------- | ----------------- | ----- | ----- | ----------------------------- | ----------------------------------------------------------------------------------------------- |
| Sconfitta | 28-8   | Askar Askarov       | Decisione (unanime)                      | UFC 259: Błachowicz vs. Adesanya                         | 6 marzo 2021      | 3     | 5:00  | Las Vegas, Stati Uniti        | Catchweight (127 lbs). Askarov manca il peso                                                    |
| Sconfitta | 28-7   | Deiveson Figueiredo | Sottomissione tecnica (rear-naked choke) | UFC Fight Night: Figueiredo vs. Benavidez 2              | 19 luglio 2020    | 1     | 4:48  | Abu Dhabi, Emirati Arabi      | Per il titolo pesi mosca UFC.                                                                   |
| Sconfitta | 28-6   | Deiveson Figueiredo | KO tecnico (pugni)                       | UFC Fight Night: Benavidez vs. Figueiredo                | 29 febbraio 2020  | 2     | 1:54  | Norfolk, Stati Uniti          | Per il titolo pesi mosca UFC.                                                                   |
| Vittoria  | 28-5   | Jussier Formiga     | KO tecnico (calcio alla testa e pugni)   | UFC on ESPN: Ngannou vs. dos Santos                      | 29 giugno 2019    | 2     | 4:47  | Minneapolis, Stati Uniti      | Performance of the Night                                                                        |
| Vittoria  | 27-5   | Dustin Ortiz        | Decisione (unanime)                      | UFC Fight Night: Cejudo vs. Dillashaw                    | 19 gennaio 2019   | 3     | 5:00  | Brooklyn, Stati Uniti         |                                                                                                 |
| Vittoria  | 26-5   | Alex Perez          | KO tecnico (pugni)                       | The Ultimate Fighter: Heavy Hitters Finale               | 30 novembre 2018  | 1     | 4:21  | Las Vegas, Stati Uniti        | Performance of the Night                                                                        |
| Sconfitta | 25-5   | Sergio Pettis       | Decisione (non unanime)                  | UFC 225: Whittaker vs. Romero 2                          | 9 giugno 2018     | 3     | 5:00  | Chicago, Stati Uniti          |                                                                                                 |
| Vittoria  | 25-4   | Henry Cejudo        | Decisione (non unanime)                  | The Ultimate Fighter: Tournament of Champions Finale     | 3 dicembre 2016   | 3     | 5:00  | Las Vegas, Stati Uniti        | Cejudo fu penalizzato di un punto a causa di ripetuti colpi bassi                               |
| Vittoria  | 24-4   | Zach Makovsky       | Decisione (unanime)                      | UFC Fight Night: Hendricks vs. Thompson                  | 6 febbraio 2016   | 3     | 5:00  | Las Vegas, Stati Uniti        |                                                                                                 |
| Vittoria  | 23-4   | Ali Bagautinov      | Decisione (unanime)                      | UFC 192: Cormier vs. Gustafsson                          | 3 ottobre 2015    | 3     | 5:00  | Houston, Stati Uniti          |                                                                                                 |
| Vittoria  | 22-4   | John Moraga         | Decisione (unanime)                      | UFC 187: Johnson vs. Cormier                             | 23 maggio 2015    | 3     | 5:00  | Las Vegas, Stati Uniti        |                                                                                                 |
| Vittoria  | 21-4   | Dustin Ortiz        | Decisione (unanime)                      | UFC Fight Night: Edgar vs. Swanson                       | 22 novembre 2014  | 3     | 5:00  | Austin, Stati Uniti           |                                                                                                 |
| Vittoria  | 20-4   | Tim Elliott         | Sottomissione (ghigliottina)             | UFC 172: Jones vs. Teixeira                              | 26 aprile 2014    | 1     | 4:08  | Baltimora, Stati Uniti        | Performance of the Night                                                                        |
| Sconfitta | 19-4   | Demetrious Johnson  | KO (pugno)                               | UFC on Fox: Johnson vs. Benavidez 2                      | 14 dicembre 2013  | 1     | 2:08  | Sacramento, Stati Uniti       | Per il titolo dei pesi mosca UFC                                                                |
| Vittoria  | 19-3   | Jussier Formiga     | KO Tecnico (ginocchiata e pugni)         | UFC Fight Night: Teixeira vs. Bader                      | 4 settembre 2013  | 1     | 3:07  | Belo Horizonte, Brasile       |                                                                                                 |
| Vittoria  | 18-3   | Darren Uyenoyama    | KO Tecnico (pugno al corpo)              | UFC on Fox: Henderson vs. Melendez                       | 20 aprile 2013    | 2     | 4:50  | San Jose, Stati Uniti         |                                                                                                 |
| Vittoria  | 17-3   | Ian McCall          | Decisione (unanime)                      | UFC 156: Aldo vs. Edgar                                  | 2 febbraio 2013   | 3     | 5:00  | Las Vegas, Stati Uniti        |                                                                                                 |
| Sconfitta | 16-3   | Demetrious Johnson  | Decisione (non unanime)                  | UFC 152: Jones vs. Belfort                               | 22 settembre 2012 | 5     | 5:00  | Toronto, Canada               | Finale del torneo per il titolo dei pesi mosca UFC                                              |
| Vittoria  | 16-2   | Yasuhiro Urushitani | KO Tecnico (pugni)                       | UFC on FX: Alves vs. Kampmann                            | 3 marzo 2012      | 2     | 0:11  | Sydney, Australia             | Debutto nei pesi mosca, semifinale del torneo per il titolo dei pesi mosca UFC, KO of the Night |
| Vittoria  | 15–2   | Eddie Wineland      | Decisione (unanime)                      | UFC Live: Hardy vs. Lytle                                | 14 agosto 2011    | 3     | 5:00  | Milwaukee, Stati Uniti        |                                                                                                 |
| Vittoria  | 14–2   | Ian Loveland        | Decisione (unanime)                      | UFC 128: Shogun vs. Jones                                | 19 marzo 2011     | 3     | 5:00  | Newark, Stati Uniti           | Debutto in UFC                                                                                  |
| Vittoria  | 13–2   | Wagnney Fabiano     | Sottomissione (ghigliottina)             | WEC 52: Faber vs. Mizugaki                               | 11 novembre 2010  | 2     | 2:45  | Las Vegas, Stati Uniti        |                                                                                                 |
| Sconfitta | 12–2   | Dominick Cruz       | Decisione (non unanime)                  | WEC 50: Cruz vs. Benavidez 2                             | 18 agosto 2010    | 5     | 5:00  | Las Vegas, Stati Uniti        | Per il titolo dei pesi gallo WEC                                                                |
| Vittoria  | 12–1   | Miguel Torres       | Sottomissione (rear naked choke)         | WEC 47: Bowles vs. Cruz                                  | 6 marzo 2010      | 2     | 2:57  | Columbus, Stati Uniti         | Submission of the Night                                                                         |
| Vittoria  | 11–1   | Rani Yahya          | KO Tecnico (pugni)                       | WEC 45: Cerrone vs. Ratcliff                             | 19 dicembre 2009  | 1     | 1:35  | Las Vegas, Stati Uniti        |                                                                                                 |
| Sconfitta | 10–1   | Dominick Cruz       | Decisione (unanime)                      | WEC 42: Torres vs. Bowles                                | 9 agosto 2009     | 3     | 5:00  | Las Vegas, Stati Uniti        | Fight of the Night                                                                              |
| Vittoria  | 10–0   | Jeff Curran         | Decisione (unanime)                      | WEC 40: Torres vs. Mizugaki                              | 5 aprile 2009     | 3     | 5:00  | Chicago, Stati Uniti          |                                                                                                 |
| Vittoria  | 9–0    | Danny Martinez      | Decisione (unanime)                      | WEC 37: Torres vs. Tapia                                 | 3 dicembre 2008   | 3     | 5:00  | Las Vegas, Stati Uniti        | Debutto in WEC                                                                                  |
| Vittoria  | 8–0    | Junya Kudo          | Sottomissione (ghigliottina)             | DREAM.5 Light Weight Grandprix 2008 Final Round          | 21 luglio 2008    | 1     | 2:42  | Osaka, Giappone               | Debutto in Dream, incontro catchweight (139 libbre)                                             |
| Vittoria  | 7–0    | Maurice Eazel       | Sottomissione (rear naked choke)         | Palace Fighting Championship 8: A Night of Champions     | 8 maggio 2008     | 1     | 1:02  | Lemoore, Stati Uniti          |                                                                                                 |
| Vittoria  | 6–0    | Jason Georgianna    | Sottomissione (ghigliottina)             | Palace Fighting Championship 6: No Retreat, No Surrender | 17 gennaio 2008   | 2     | 0:38  | Lemoore, Stati Uniti          |                                                                                                 |
| Vittoria  | 5–0    | Rocky Del Monte     | Sottomissione (triangolo)                | Independent Event                                        | 1º giugno 2007    | 2     | -     | Lakeport, Stati Uniti         |                                                                                                 |
| Vittoria  | 4–0    | Carlos Lovio        | KO Tecnico (pugni)                       | Bring it On: Under Destruction                           | 28 aprile 2007    | 1     | -     | Oxnard, Stati Uniti           |                                                                                                 |
| Vittoria  | 3–0    | Justin Smitley      | KO Tecnico (stop medico)                 | Warrior Cup 2                                            | 7 aprile 2007     | 3     | 2:18  | Stockton, Stati Uniti         |                                                                                                 |
| Vittoria  | 2–0    | Ramon Rodriguez     | Sottomissione (triangolo)                | Border Warz                                              | 14 ottobre 2006   | 2     | 2:33  | Colorado Springs, Stati Uniti |                                                                                                 |
| Vittoria  | 1–0    | Brandon Shelton     | Sottomissione (kimura)                   | Universal Fight Promotions                               | 3 giugno 2006     | 2     | -     | Mescalero, Stati Uniti        |                                                                                                 |